# Erlweinspeicher

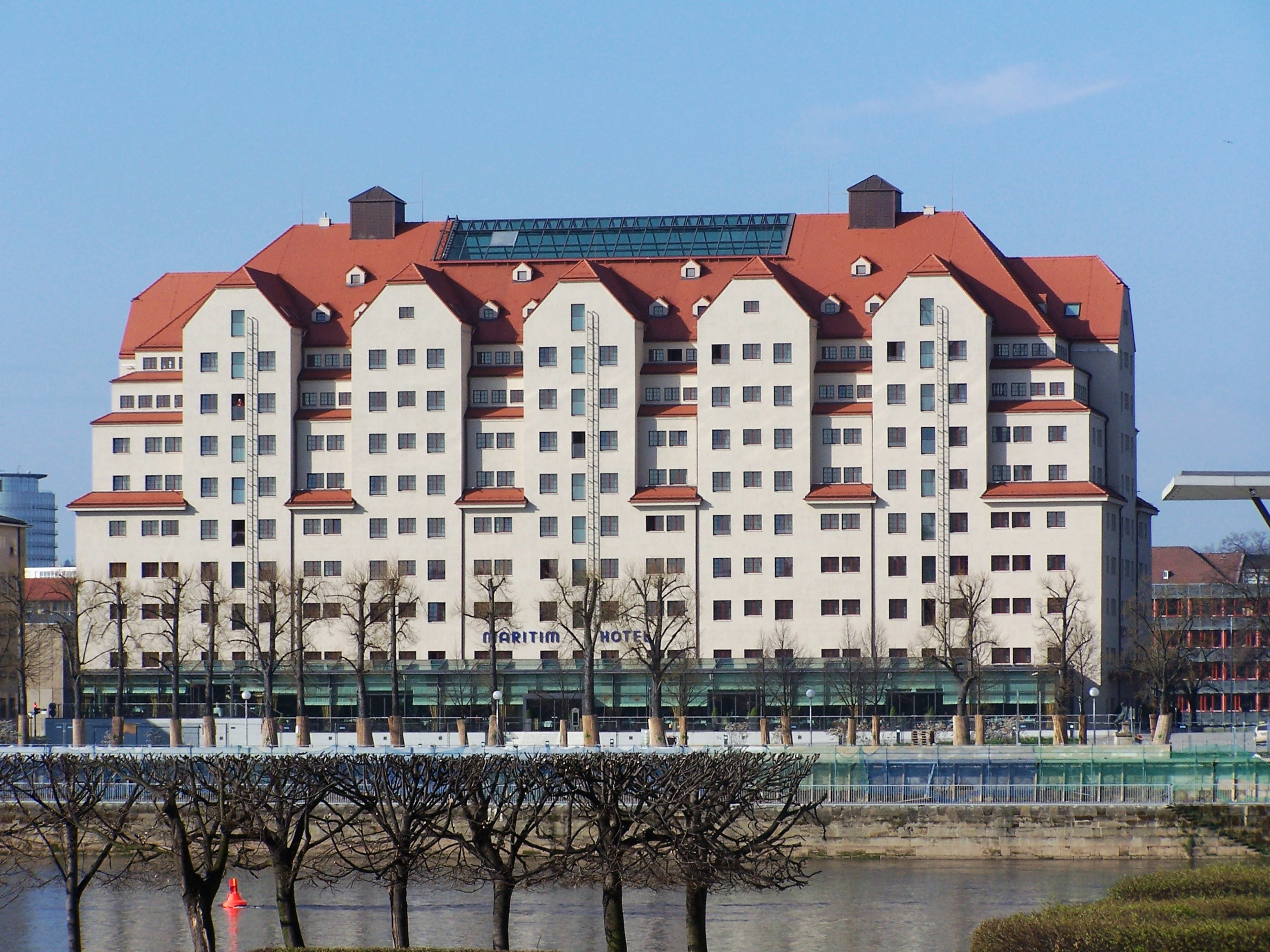
Magazzino ristrutturato sulla sponda opposta dell'Elba.

L’Erlweinspeicher è un ex grande magazzino vicino al centro storico di Dresda. L'edificio è uno dei monumenti architettonici della città. È in linea diretta con Semperoper, Zwinger e Brühlscher Terrasse.

## Storia
Come reliquia dell'era industriale, il magazzino situato tra il parlamento statale e il centro congressi è l'edificio più antico del complesso della Neue Terrasse.
Il deposito di Erlwein fu costruito tra il 1913 e il 1914, come struttura comunale per il deposito di tabacco, lana, spezie e tessuti dal consigliere comunale Erlwein della città di Dresda, da cui ha preso il nome. Poiché è visibile da lontano nelle immediate vicinanze del centro città, Erlwein cercò di attenuare l'effetto della grande massa edilizia attraverso la forma delle tipiche case barocche e il paesaggio di tetti, su piccola scala, nel paesaggio urbano. L'edificio venne eretto su base modulare in soli quindici mesi con una struttura in cemento armato e offriva un'area utilizzabile di circa 19.800 metri quadrati con una larghezza di 36 metri, una lunghezza di 76 e un'altezza di circa 39,50 metri fino alla sommità del tetto.
Il deposito di Erlwein rimase in uso fino al 1991, sebbene la struttura dell'edificio ai piani superiori fosse gravemente danneggiata.
Dal novembre 2004 al maggio 2006, è stato convertito in un hotel congressuale dal gruppo Maritim, che gestisce anche il vicino centro congressi con il quale è collegato. Durante la ristrutturazione, l'edificio è stato sventrato all'interno per fare spazio a un atrio che attraversa tutti i piani. L'inaugurazione è avvenuta nel maggio 2006. L'Hotel dispone di 328 camere, di cui 40 suite.

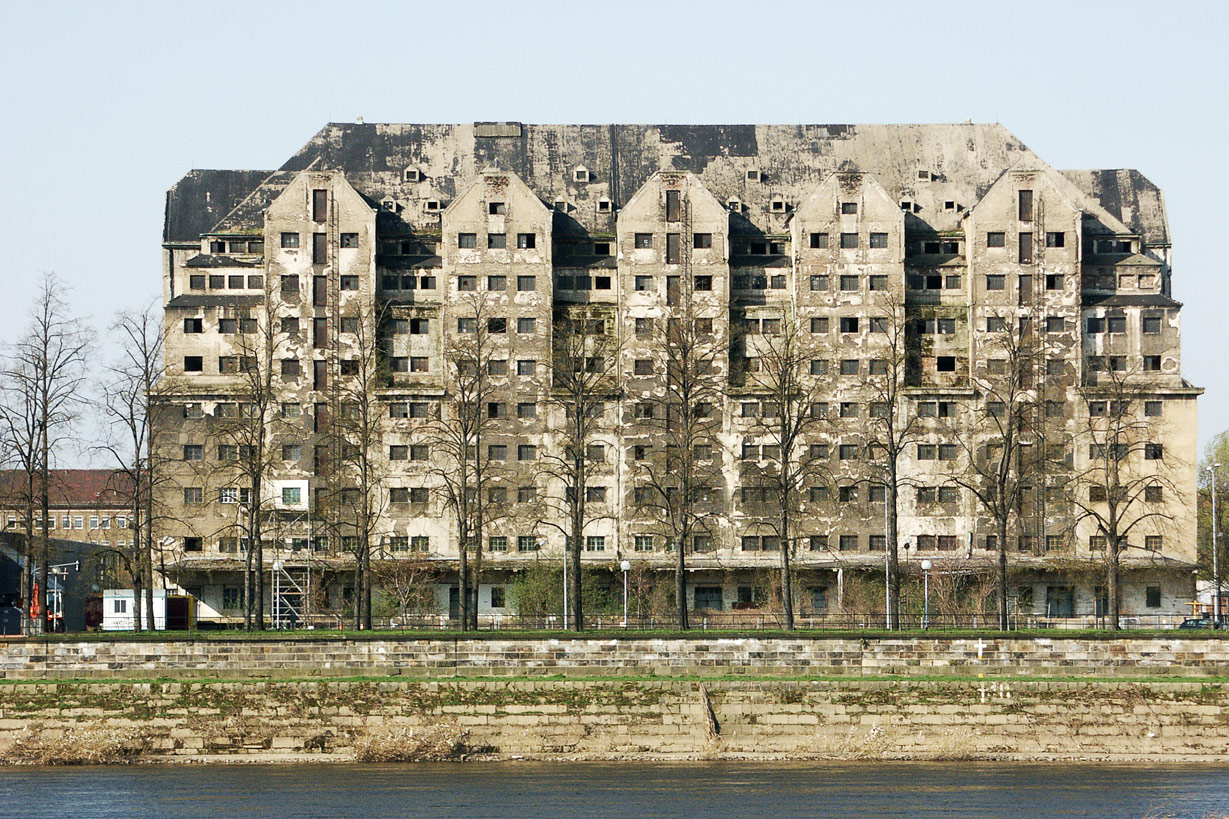
Prima del restauro: a sinistra un asse di prova con una finestra
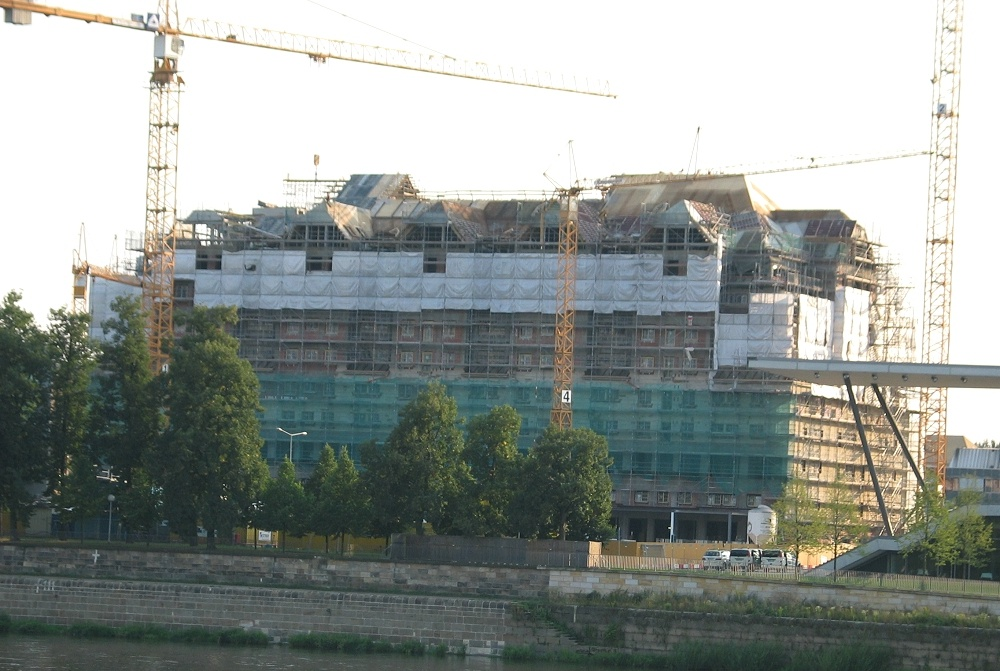
Durante la fase di ristrutturazione, nel 2005
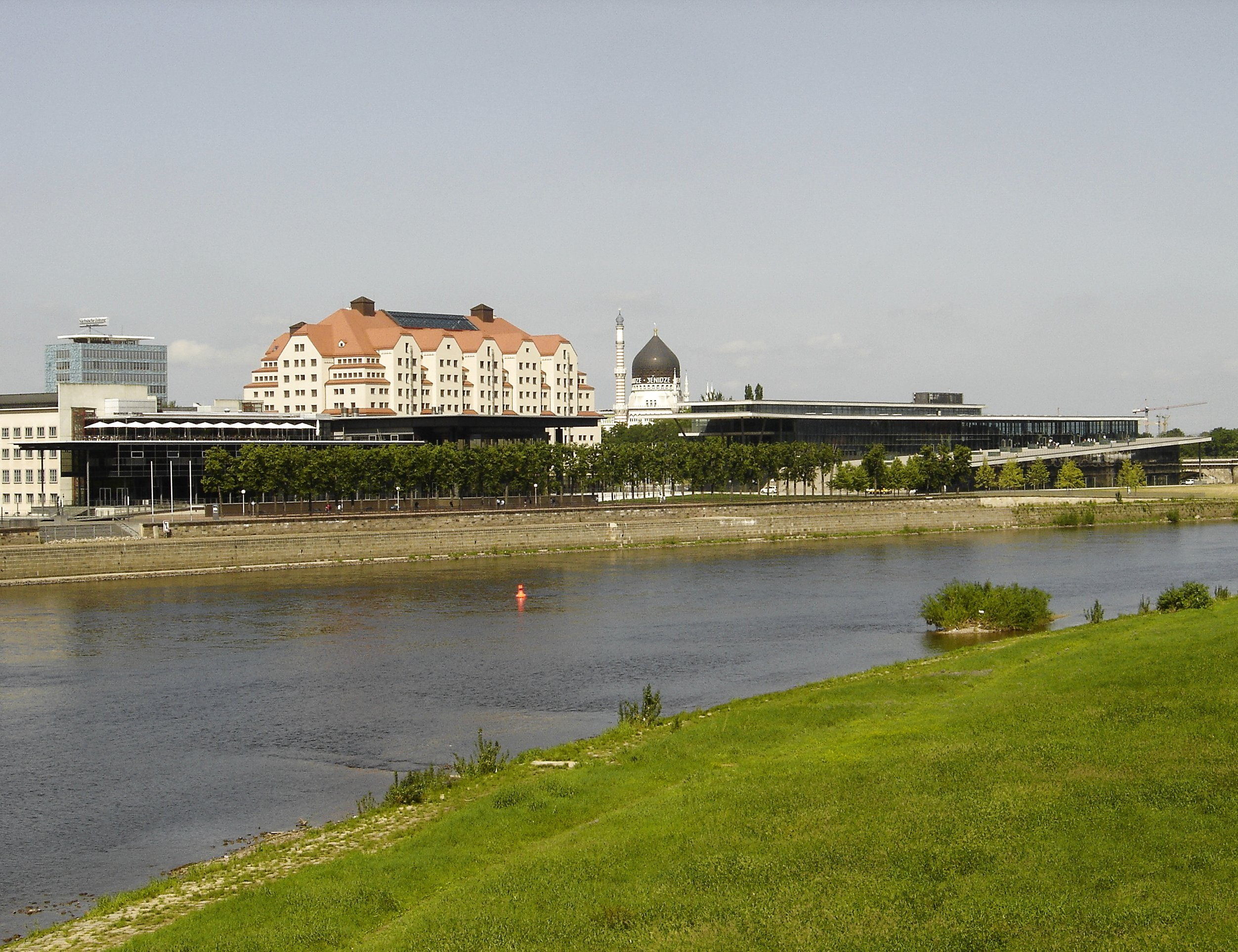
Complesso immobiliare Neue Terrasse (2006); sullo sfondo la Casa della Stampa e lo Yenidze
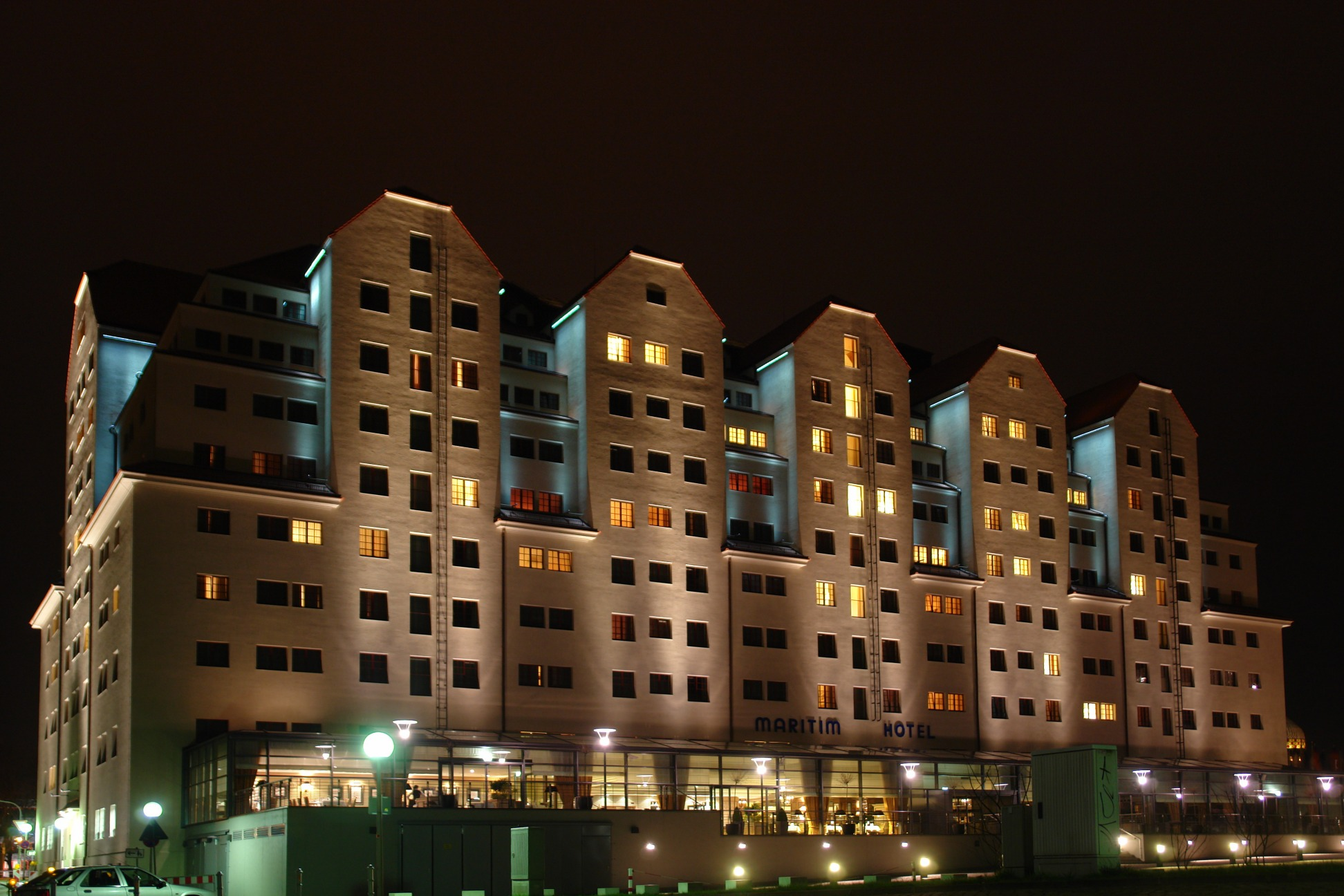
Il deposito rinnovato di notte